# بروكسيد (باركشير)
بروكسيد (بالإنجليزية: Brookside, Berkshire)‏ هي قرية تقع في المملكة المتحدة في جنوب شرق إنجلترا.